# Demografia d'Angola
Aquest article tracta sobre les característiques de la demografia d'Angola, incloent la densitat de població, ètnies, nivell d'educació, salut de la població, situació econòmica, afiliacions religioses i altres aspectes de la població.

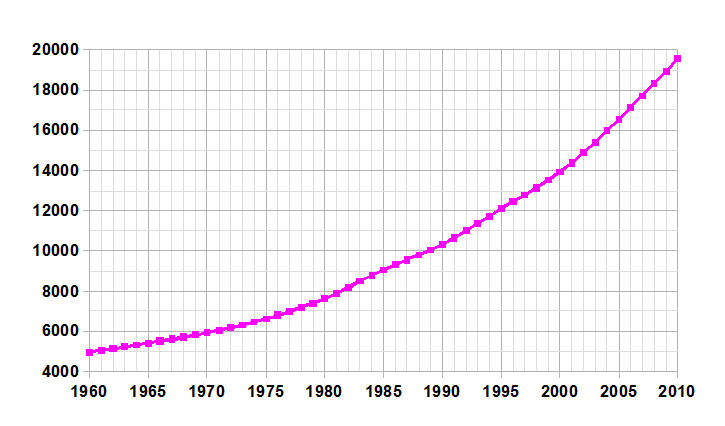
Demografia d'Angola, Data de la FAO, any 2005 ; Nombre d'habitants en milers.

Segons les dades del cens de 2014, Angola tenia una població de 25.789.024 habitants en 2014.
Ètnicament, hi ha tres grups principals, tots ells parlants de llengües bantus: els ovimbundu que representen el 37% de la població, els ambundu amb un 25%, i els bakongo el 13%. Altres grups numèricament importants són els estretament relacionats chokwes i lundes, el nganguela i nyaneka-khumbi (en ambdós casos termes de classificació representen una varietat de grups petits), els ovambo, hereros, els xindonga i grups residuals dispersos de sans. A més, les persones de raça mixta o mestiços (europea i africana) ascendeixen al voltant del 2%, amb una població petita (1%) dels blancs, principalment d'ascendència portuguesa (lusoangolesos i lusoafricans).
Com a antic territori d'ultramar portuguès fins 1975, Angola té una població de 200.000 portuguesos, un nombre que ha crescut des de l'any 2000 a causa de la demanda creixent de mà d'obra qualificada a Angola. A més dels portuguesos s'hi pot trobar un nombre significatiu de persones d'altres països europeus i de diversos països d'Amèrica Llatina (especialment Brasil). Des de la dècada de 2000, molts xinesos s'hi han establert i han posat en marxa petites empreses, alhora que molts han vingut com a treballadors de les grans empreses de construcció (o altres). Els observadors afirmen que la comunitat xinesa a Angola podria incloure fins a 300.000 persones al 2010, però hom no disposa d'estadístiques fiables. El 1974/75 uns 25.000 soldats cubans van arribar a Angola per ajudar les forces del MPLA al començament de la Guerra Civil angolesa. Un cop aquesta va acabar es va iniciar un programa de cooperació per al desenvolupament massiu en el camp de la salut i l'ensenyament que va portar nombrós personal civil de Cuba. No obstant això, només un percentatge molt petit de totes aquestes persones ha estat a Angola, ja sigui per raons personals (endogàmia) o com a professionals (per exemple, metges).
La denominació religiosa més gran és el catolicisme, a la qual s'adhereix la meitat de la població. Aproximadament el 26% són seguidors de les formes tradicionals de protestantisme (Congregacionalistes, metodistes, baptistes, luterans, reformats), però en les últimes dècades s'ha produït un fort creixement de les comunitats pentecostals i Esglésies Instituïdes a Àfrica. El 2006, una de cada 221 persones era testimonis de Jehovà. Els originaris de Mali, Nigèria i Senegal són majoritàriament musulmans sunnites, però no constitueixen més de l'1-2% de la població. Per ara pocs angolesos professen religions africanes tradicionals i segueixen diferents religions ètniques.

## Població
Segons la revisió de 2020 del World Factbook la població total era de 32.522.339, en comparació amb els 19.082.000 de 2010 i 4.148.000 el 1950. La proporció de nens menors de 15 anys l'any 2020 va ser del 47.83%, el 49,87% era entre el 15 i el 65 anys, mentre que el 2.3% era major de 65 anys.
|      | Població total (x 1000) | Població entre 0–14 (%) | Població entre 15–64 (%) | Població de 65+ (%) |
| ---- | ----------------------- | ----------------------- | ------------------------ | ------------------- |
| 1950 | 4 148                   | 41.2                    | 55.7                     | 3.1                 |
| 1955 | 4 542                   | 42.4                    | 54.9                     | 2.7                 |
| 1960 | 4 963                   | 43.7                    | 53.6                     | 2.7                 |
| 1965 | 5 431                   | 45.3                    | 52.0                     | 2.7                 |
| 1970 | 5 926                   | 46.0                    | 51.3                     | 2.7                 |
| 1975 | 6 637                   | 46.2                    | 51.1                     | 2.7                 |
| 1980 | 7 638                   | 46.5                    | 50.8                     | 2.7                 |
| 1985 | 9 066                   | 47.0                    | 50.4                     | 2.7                 |
| 1990 | 10 335                  | 47.5                    | 49.9                     | 2.6                 |
| 1995 | 12 105                  | 47.6                    | 49.8                     | 2.5                 |
| 2000 | 13 926                  | 47.7                    | 49.9                     | 2.5                 |
| 2005 | 16 489                  | 47.6                    | 49.9                     | 2.5                 |
| 2010 | 19 082                  | 46.6                    | 50.9                     | 2.5                 |
| 2014 | 25 789                  | 47.3                    | 50.3                     | 2.4                 |
| 2020 | 32.522                  | 47.8                    | 49,9                     | 2.3                 |

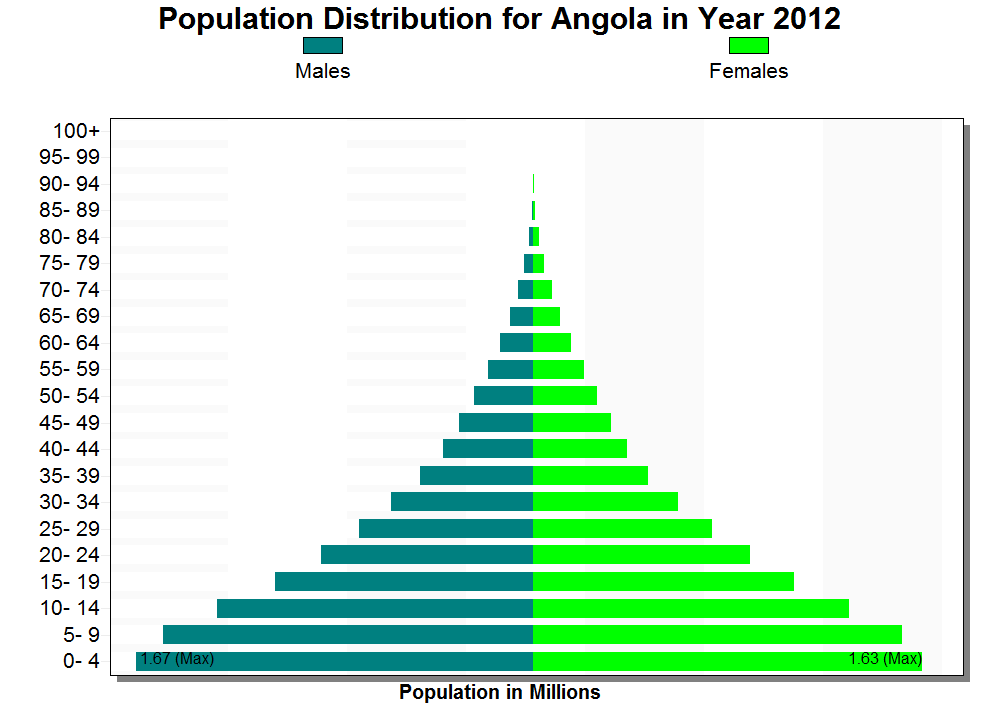
Piràmide de població per Angola

Estructura de la població (DHS 2011) (Homes 19 707, dones 20 356 = 40 063) :
| Grup d'edat | Homes (%) | Dones (%) | Total (%) |
| ----------- | --------- | --------- | --------- |
| 0-4         | 21,3      | 21,3      | 21,3      |
| 5-9         | 15,5      | 13,7      | 14,6      |
| 10-14       | 12,2      | 12,1      | 12,1      |
| 15-19       | 9,7       | 10,9      | 10,3      |
| 20-24       | 8,1       | 10,1      | 9,1       |
| 25-29       | 7,8       | 7,7       | 7,7       |
| 30-34       | 5,5       | 5,0       | 5,3       |
| 35-39       | 4,4       | 4,5       | 4,4       |
| 40-44       | 3,4       | 2,8       | 3,1       |
| 45-49       | 3,1       | 2,0       | 2,5       |
| 50-54       | 2,9       | 4,7       | 3,8       |
| 55-59       | 2,0       | 1,9       | 1,9       |
| 60-64       | 1,6       | 1,5       | 1,6       |
| 65-69       | 1,0       | 0,7       | 0,8       |
| 70-74       | 0,8       | 0,5       | 0,6       |
| 75-79       | 0,4       | 0,3       | 0,3       |
| 80+         | 0,4       | 0,3       | 0,4       |
| desconegut  | 0,1       | 0,0       | 0,1       |

| Grup d'edat | Homes (%) | Dones (%) | Total (%) |
| ----------- | --------- | --------- | --------- |
| 0-14        | 49,0      | 47,1      | 48,0      |
| 15-64       | 48,3      | 51,1      | 49,8      |
| 65+         | 2,6       | 1,8       | 2,1       |

## Estadístiques vitals
El registre d'esdeveniments vitals no és complet a Angola. El Departament de les Nacions Unides per a la Població ha preparat les següents estimacions.

| Període | Nascuts vius per any | Morts per any | Canvi natural per any | CBR* | CDR* | NC*  | TFR* | IMR* |
| --- | -------------------- | ------------- | --------------------- | ---- | ---- | ---- | ---- | ---- |
| 1950-1955 | 235 000              | 156 000       | 79 000                | 54.0 | 35.9 | 18.1 | 7.00 | 230  |
| 1955-1960 | 259 000              | 159 000       | 99 000                | 54.4 | 33.5 | 20.9 | 7.20 | 215  |
| 1960-1965 | 282 000              | 162 000       | 121 000               | 54.3 | 31.1 | 23.2 | 7.40 | 200  |
| 1965-1970 | 302 000              | 163 000       | 139 000               | 53.2 | 28.7 | 24.5 | 7.40 | 186  |
| 1970-1975 | 325 000              | 166 000       | 160 000               | 51.8 | 26.4 | 25.5 | 7.20 | 173  |
| 1975-1980 | 374 000              | 176 000       | 197 000               | 52.4 | 24.7 | 27.7 | 7.20 | 161  |
| 1980-1985 | 441 000              | 202 000       | 239 000               | 52.8 | 24.2 | 28.6 | 7.20 | 157  |
| 1985-1990 | 512 000              | 228 000       | 284 000               | 52.8 | 23.5 | 29.3 | 7.20 | 153  |
| 1990-1995 | 584 000              | 259 000       | 325 000               | 52.1 | 23.1 | 29.0 | 7.10 | 150  |
| 1995-2000 | 664 000              | 274 000       | 390 000               | 51.0 | 21.1 | 29.9 | 6.92 | 138  |
| 2000-2005 | 746 000              | 268 000       | 478 000               | 49.0 | 17.6 | 31.4 | 6.63 | 116  |
| 2005-2010 | 774 000              | 272 000       | 502 000               | 43.5 | 15.3 | 28.2 | 5.79 | 104  |
| * CBR = taxa de natalitat bruta (per 1000); CDR = taxa de mortalitat beruta (per 1000); NC = canvi natural (per 1000); IMR = taxa de mortalitat infantil per 1000 naixements; TFR = taxa de fertilitat total (nombre de nens per dona) |                      |               |                       |      |      |      |      |      |

### Fertilitat i naixements
Taxa total de fertilitat (TFR) i taxa de natalitat bruta (CBR):
| Any         | CBR (Total) | TFR (Total) | CBR (Urban) | TFR (Urban) | CBR (Rural) | TFR (Rural) |
| ----------- | ----------- | ----------- | ----------- | ----------- | ----------- | ----------- |
| 2006-2007   | 42.4        | 5.8         | 35.0        | 4.4         | 50.2        | 7.7         |
| 2011        | 45.5        | 6.3         | 36.5        | 4.6         | 51.8        | 7.7         |
| 2014 (cens) |             | 5.7         |             | 5.2         |             | 6.5         |

### Creixement de població
La població està creixent a 2,184% anual. Hi ha 44,51 naixements i 24,81 morts per cada 1.000 ciutadans. La taxa de migració neta és 2,14 migrants per cada 1.000 ciutadans. La taxa de fecunditat d'Angola és de 5,97 fills per dona des del 2011. La taxa de mortalitat infantil taxa és de 184,44 morts per cada 1.000 nascuts vius amb 196,55 morts en els homes i 171,72 morts de dones per cada 1.000 nascuts vius. L'esperança de vida en néixer és de 37,63 anys; 36,73 anys per als homes i 38,57 anys per a les dones.

### Relació de sexes
- En néixer: 1.05 home(s)/dona
- Menys de 15 anys: 1.02 home(s)/dona
- 15–64 anys: 1.03 home(s)/dona
- 65 anys i més: .79 home(s)/dona
- Població total: 1.02 home(s)/dona (2011 est.)

### Salut
Segons el CIA World Factbook el 1,8% dels adults (entre 15 i 49 anys) viuen amb VIH/SIDA (en 2019). El risc de contraure la malaltia és molt alt. Hi ha malalties per aliments i l'aigua, diarrea bacteriana i per protozous, hepatitis A, i febre tifoide; malalties transmeses per vectors, malària, tripanosomiasi africana (malaltia de la son); malaltia respiratòria: la meningitis meningocòccica, i l'esquistosomiasi, una malaltia de contacte amb l'aigua, en 2005.

### Grups ètnics

Grups ètnics d'Angola 1970

Aproximadament el 37% dels angolesos són Ovimbundu, el 23% són ambundu, el 8,2% són bakongo, Kimbundu 7.8%, Chokwe 6.5%, Nhaneca 3.4%, Nganguela 3.1%, Fiote 2.4%, Kwanhama 2.3%, Muhumbi 2.1%, Luvale 1%, i altres 3.6%

### Religions
Angola és un país de majoria cristiana. No hi ha estadístiques oficials, però s'estima que més del 80% pertany a una església o comunitat cristiana. Més de la meitat són catòlics, els restants comprenen membres d'esglésies protestants tradicionals, així com comunitats pentecostals. Només l'1-2% són musulmans, generalment immigrants d'altres països africans. Les religions indígenes tradicionals són practicades per una minoria molt petita, generalment en les societats rurals perifèriques.

### Educació
L'alfabetització és bastant baixa, amb un 67,4% de la població major de 15 anys capaç de llegir i escriure en portuguès. El 82,9% dels homes i el 54,2% de les dones sabien llegir i escriure en 2001.

### Llengües
El portuguès és la llengua oficial d'Angola, però també s'hi parlen llengües bantus. De fet, kikongo, kimbundu, umbundu, tuchokwe, nganguela, i ukanyama tenen l'estatut oficial de "llengües nacionals". El domini de portuguès està molt estès; a les ciutats, la gran majoria parla amb fluïdesa en portuguès o almenys en té un coneixement pràctic raonable; una minoria creixent són parlants nadius de portuguès i tenen un coneixement escàs, si escau, d'una llengua africana.